# Дионисий Галикарнасский
Диони́сий Галикарна́сский (греч. Διονύσιος; около 60 года до н. э., Галикарнас — около 7 года до н. э., там же) — древнегреческий историк I века до н. э., ритор и критик. Его главный труд — «Римские древности» (др.-греч. Ῥωμαϊκὴ ἀρχαιολογία, лат. Antiquitates Romanae) в 20 книгах, где рассказана история Рима с древнейших времён до Первой Пунической войны.

## Биография
Дионисий, сын Александра из Галикарнаса, родился примерно в 60-е годы до н. э. В 29 году до н. э., сразу после окончания гражданских войн в Риме, он перебрался в этот город, где потратил 22 года на изучение латинского языка и сбора материалов для главного труда своей жизни, «Римских древностей». Первые 10 книг из 20 сохранились до нашего времени, 11-я сохранилась частично, содержимое других книг известно по фрагментам из византийских источников. «Римские древности» рассказывают историю Рима с очень ранних, мифологических времён Троянской войны и до 264 года до н. э., когда началась Первая Пуническая война, то есть до момента, где начинает свою историю Полибий.
Труд Дионисия вышел в свет в 7 году до н. э. Считается, что автор скончался вскоре после этого.

## Произведения
Критики Дионисия замечают, что автор в своём сочинении предстаёт более ритором, искусным оратором, чем историком. В угоду гладкому повествованию Дионисий подгоняет факты и, может быть, даже придумывает их. Тем не менее его сочинение содержит много ценной информации по ранней истории и государственному устройству Древнего Рима. Как указывают, восхищаясь величием римлян, Дионисий в то же время стремился представить происхождение их обычаев и законов из эллинской среды. 
Перевод с древнегреческого на латинский язык первых 11 книг был выполнен в 1480 году Лампуньино Бираго по заказу папы Павла II с манускрипта X века. На оригинальном греческом «Римские древности» были изданы в 1546 году в Париже, в 1758 году они впервые вышли на английском.
Дионисий также автор одного из самых известных античных трактатов по риторике — «О соединении слов» (греч. Περὶ συνθέσεως ὀνομάτων). В нём автор, в частности, проводит чёткое разграничение между ораторской речью и вокальной музыкой (пением). Анализируя первую оду из «Ореста» Еврипида, Дионисий убедительно показывает, как при распеве стиха музыкальные длительности не коррелируют с природными долготой и краткостью слогов, а контур мелодии не соответствует интонационному контуру греческого (т.наз. «мелодического») ударения.

## Тексты и переводы

### «Римские древности»
- В серии «Loeb classical library» (греческий текст с английским переводом) изданы «Римские древности» в 7 томах (№ 319, 347, 357, 364, 372, 378, 388)
  - Vol. I
  - Vol. II
  - Vol. III
  - Vol. IV
  - Vol. V
  - Vol. VI
  - Vol. VII
- Дионисий Галикарнасский. Римские древности / Пер. Н. Г. Майоровой, И. Л. Маяк, Л. Л. Кофанова, А. М. Сморчкова, В. Н. Токмакова, А. Я. Тыжова, А. В. Щеголева. Отв. ред. И. Л. Маяк. — Т. I—III.— М.: Издательский дом «Рубежи XXI», 2005. — (Историческая библиотека. Античная история). 
  - Т. 1. Кн. 1-4. 272 стр.
  - Т. 2. Кн. 5-8. 280 стр.
  - Т. 3. Кн. 9-11, фрагменты кн. 12-20. 320 стр.

### Другие сочинения
- Малые сочинения Дионисия (греческий текст, 1899)
- В серии «Loeb Classical Library» (греческий текст с английским переводом) критические работы изданы в т. 8-9 (№ 465, 466).
- В серии «Collection Budé» начато издание «Римских древностей» (кн. 1 и 3) и изданы 4 из 5 томов риторических сочинений: Denys d’Halicarnasse. Opuscules rhétoriques:
  - Tome II: Démosthène. Texte établi et traduit par G. Aujac. 2e tirage 2002. 314 p.
  - Tome III: La Composition stylistique. Texte établi et traduit par G. Aujac et M. Lebel. 2e tirage. 2002. 371 p.
  - Tome IV: Thucydide. — Seconde lettre à Ammée. Texte établi et traduit par G. Aujac. 2e tirage 2002. 266 p.
  - Tome V: L’Imitation (fragments, Épitomé). — Première lettre à Ammée. — Lettre à Pompée Géminos. — Dinarque. Texte établi et traduit par G. Aujac. Lexique général. 2e tirage 2002. 381 p.
- Дионисия Галикарнасского суждения о Платоне, Геродоте, Фукидиде, Ксенофонте, Филисте и Феопомпе [отрывки] / Пер. с греч. // ЖМНП. 1838, ч. 19. С. 586—614. (отрывки)
- Дионисий Галикарнасский. О соединении слов / Пер. М. Л. Гаспарова. Письмо к Помпею. / Пер. О. В. Смыки. // Античные риторики. М.: Издательство МГУ. 1978. С. 165—236.
- Дионисий Галикарнасский. О Фукидиде. Второе письмо к Аммею / Пер. И. П. Рушкина. // Аристей IX (2014), С. 185—256.